# Elsterberg
Elsterberg je město v německé spolkové zemi Sasko. Nachází se v zemském okrese Fojtsko a má přibližně 3 700 obyvatel. Městem protéká řeka Bílý Halštrov.

## Geografie

### Poloha
Město se nachází v údolí a je obklopeno hustými lesy. Městem vede silnice B 92 spojující města Plauen a Greiz. Město Greiz je vzdáleno asi 6 km a město Plauen asi 13 km.

### Sousední obce
Město sousedí s městem Netzschkau a obcí Limbach na východě, s obcí Pöhl na jihu a s městem Greiz (Durynsko) na severozápadě.

### Části města
- Coschütz
- Kleingera
- Losa
- Scholas
- Cunsdorf
- Görschnitz
- Noßwitz
- Gippe

## Historie
Listina údajně vydaná v roce 1198 zmiňující Elsterberg je s největší pravděpodobností padělek a nemohla být napsána před polovinou 13. století. První spolehlivá zmínka o Elsterbergu pochází z 25. dubna 1225. Název města je odvozen od názvu hradu (podle jeho polohy nad řekou Weißen Elster).
Ve stejné době páni z Lobdeburgu kolonizovali oblast a před rokem 1225 postavili druhý hrad, později známý jako zámek Elsterberg. Pod hradem nechali postavit kostel a v jeho blízkosti se usadili poddaní povolaní z Frank a Durynska.
Elsterbergu bylo pravděpodobně v 1. polovině 13. století uděleno tržní právo; jako město poprvé objevuje v roce 1354, do roku 1700 však přetrvával čistě venkovským městem. Jako město získal vlastní správu a jurisdikci, oproti okolním vesnicím disponoval tržištěm a určitými ekonomickými preferencemi.
Mezi koncem 15. a polovinou 19. století město utrpělo tři požáry. V roce 1492 vyhořela část centra, zejména západní část tržiště. Centrum města dále hořelo roku 1702 a nejvážnější požár vypukl roku 1840, kdy byla zasažena radnice a v důsledku požáru došlo ke zničení téměř celého městského archivu s cennými spisy a dokumenty.
Po posledním požáru se během 19. a počátku 20. století Elsterberg vyvíjel v moderní průmyslové město, k čemuž přispělo i napojení na železniční síť v roce 1875. Došlo k rozvoji tkalcovství a roce 1882 zde byla založena první mechanická tkalcovna. V roce 1919 byla založena akciová společnost „Spinnfaser - Aktiengesellschaft“.
V srpnu 1923 v Elsterbergu založili stranickou pobočku nacisté z Plavna. Město bylo ušetřeno bombardování za druhé světové války. Dne 16. dubna 1945 byl Elsterberg dobyt Spojenými státy americkými a od července pak okupován sovětskými vojky. Po referendu se v roce 1946 staly největší podniky majetkem státu.
V roce 1952 bylo město Elsterberg v rámci správní reformy začleněno do okresu Gera, které je dnes tzv. městským okresem, a spolkové země Durynsko. Součástí Saska se stalo po nátlaku obyvatel 1. dubna 1992.
Po pádu Berlínské zdi se textilní průmysl téměř úplně zastavil a ve městě bylo založeno mnoho středně velkých podniků. Od srpna 2016 stojí na náměstí Gustav-Voigt-Platz maďarský pamětní sloup z dubového dřeva, tzv. kopjafa, který připomíná maďarské dělníky, kteří pracovali v bývalé nedaleké továrně na umělé hedvábí Enka, a vzájemné přátelství. V Německu je jediným svého druhu.

## Vývoj počtu obyvatel
| Rok            | 1834  | 1840  | 1895  | 1910  | 1960  | 1965  | 1971  | 1982  | 1990  | 1998  | 2008  | 2018  | 2021  |
| -------------- | ----- | ----- | ----- | ----- | ----- | ----- | ----- | ----- | ----- | ----- | ----- | ----- | ----- |
| Počet obyvatel | 2 320 | 2 081 | 4 814 | 5 196 | 5 762 | 5 673 | 5 502 | 5 156 | 4 766 | 5 502 | 4 803 | 3 937 | 3 761 |